# Silvio Ambrosini
Silvio Ambrosini (Tripoli, 11 dicembre 1913 – Cisano di Bardolino, 26 maggio 1974) è stato un politico italiano, eletto nella III e IV legislatura della Repubblica Italiana alla Camera dei deputati.

## Biografia
Nasce a Tripoli da una famiglia italiana, con la quale in tenera età rientra in Veneto. Dopo la laurea diventa insegnante di Lettere. 
Impegnato in politica con il Partito Comunista Italiano, è stato consigliere comunale a Verona dal 1956 al 1964. Viene eletto deputato della Repubblica Italiana nel 1958 nella circoscrizione Verona-Padova-Vicenza-Rovigo, confermando il proprio seggio anche alle elezioni politiche del 1963, restando quindi in carica fino al 1968.
Finito il mandato parlamentare torna all'insegnamento. Muore il 26 maggio 1974 all'età di 60 anni.